# Pictura populară "Dong Ho"

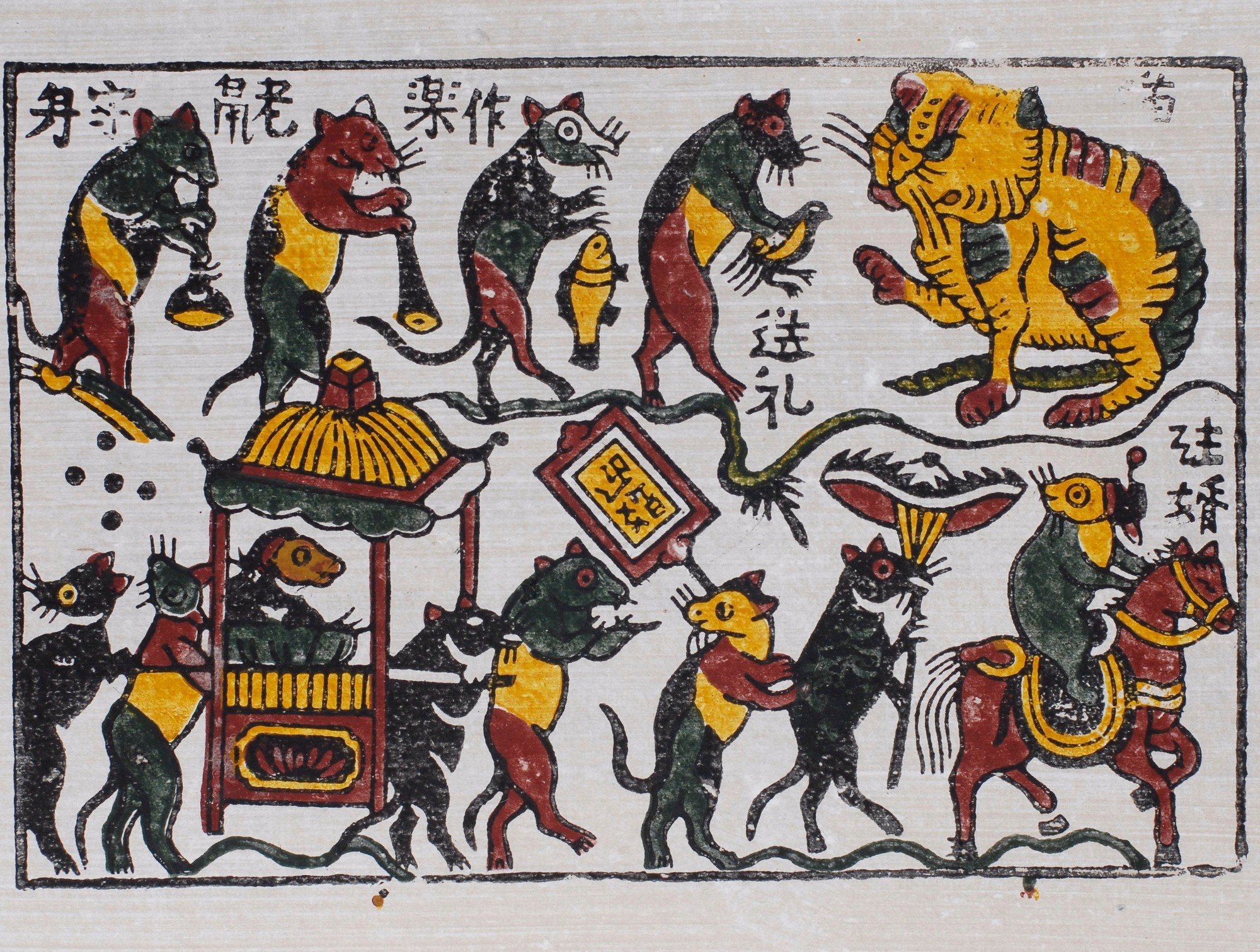
Đám cưới chuột (Rat's wedding), a popular example of Pictura populară “Dong Ho”.

Pictura populară „Dong Ho” (în vietnameză Tranh Đông Hồ or Tranh làng Hồ), numele complet Dong Ho pictura gravură în lemn (Tranh khắc gỗ dân gian Đông Hồ) este o linie de pictură populară vietnameză originară din satul Dong Ho (comuna Song Hồ, districtul Thuận Thành  din provincia Bắc Ninh din Vietnam).

## Tematică
Pictura Dong Ho este considerată o reflectare importantă a valorii estetice tradiționale, a filosofiei sociale și a dorințelor oamenilor. Temele tradiționale ale picturii Dong Ho sunt semne de noroc, figuri istorice, alegorii populare, povești populare și comentarii social-moralizatoare. Elemente ale vieții de zi cu zi sunt bine integrate în picturi, Dong Ho exprimând cu fidelitate gândurile și dorințele oamenilor.
| Tematică                              | Picture |
| ------------------------------------- | --- |
| Spirit                                | Ngũ sự, douăsprezece semne ale zodiacului |
| Urări de bine noroc                   | Lợn đàn (porc corpolent cu purcei sugari), Gà đàn (găină înconjurat de pui), Cá chép (crap)                                                                         |
| Figuri mitice și istorice             | Bà Triệu, Hai Bà Trưng, Quang Trung, Thánh Gióng |
| Alegorii populare și povești populare | Truyện Kiều, Thạch Sanh, Thầy đồ Cóc (Savant confucianist în formă de o broască), Đám cưới chuột (nunta sobolan)                                                    |
| Activități sociale și comentarii      | Đánh ghen (Scenă de gelozie), Hứng dừa (Scene de capturare nuci de cocos), Đấu vật (Scena de wrestling), Chăn trâu thổi sáo (Băiat așezat pe un bivol și joc flaut) |

## Galerie de imagini
Mai jos sunt câteva exemple:

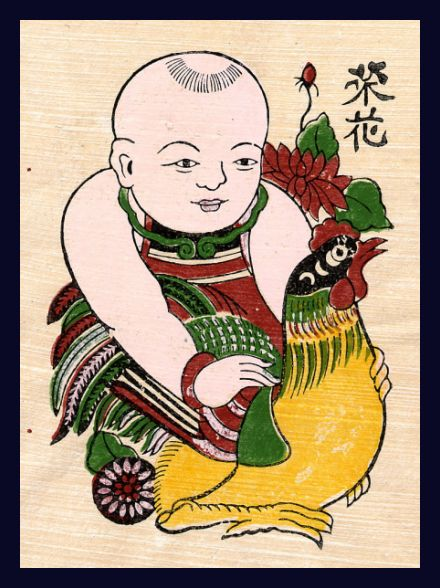
Eminență: Vinh hoa
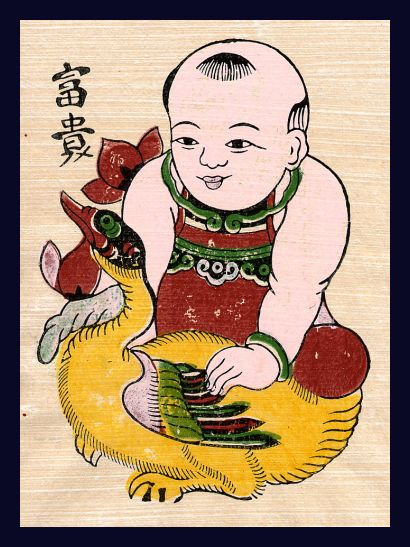
Prosperitate și onoare: Phú quý
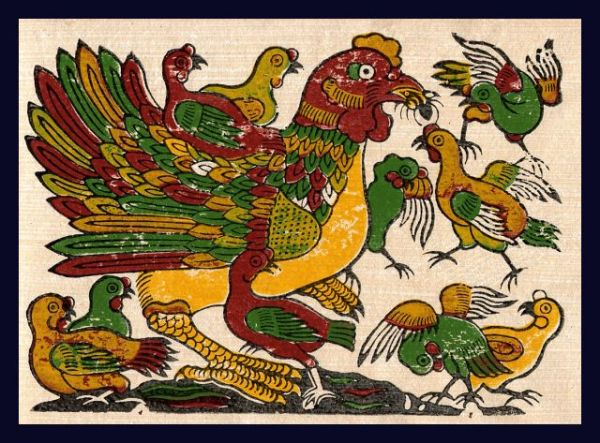
Bun doresc noroc: Gà đàn
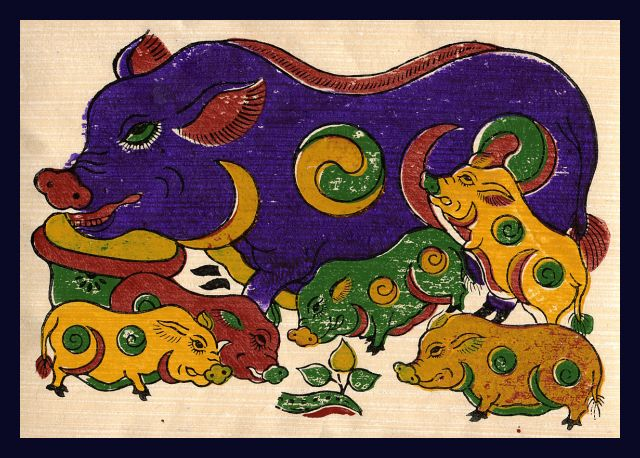
Bun doresc noroc: Lợn âm dương
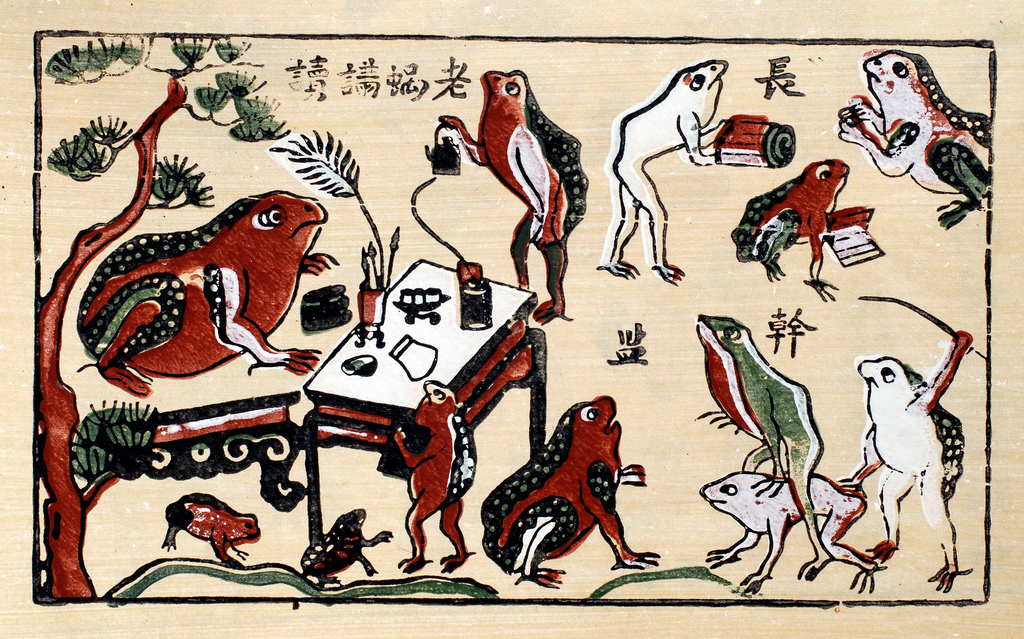
Alegorie populară: Thầy đồ Cóc
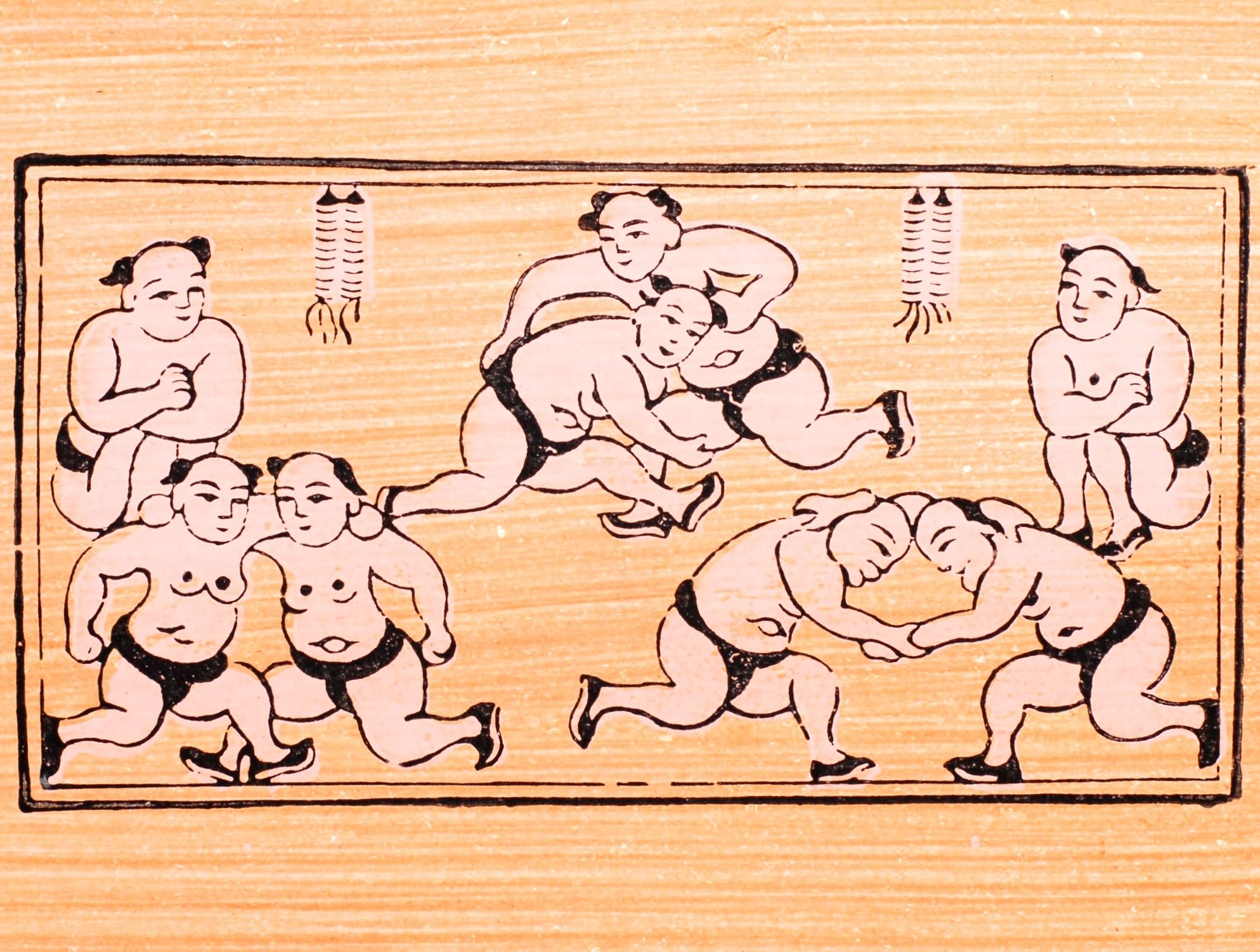
activități de zi cu zi: Đấu vật
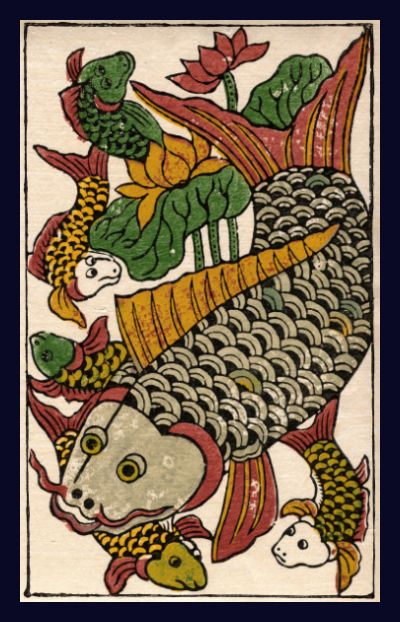
Bun doresc noroc: Cá chép
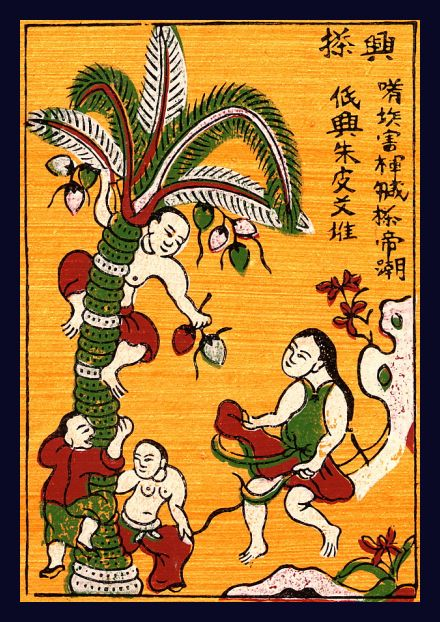
Comentarii sociale: Hái dừa
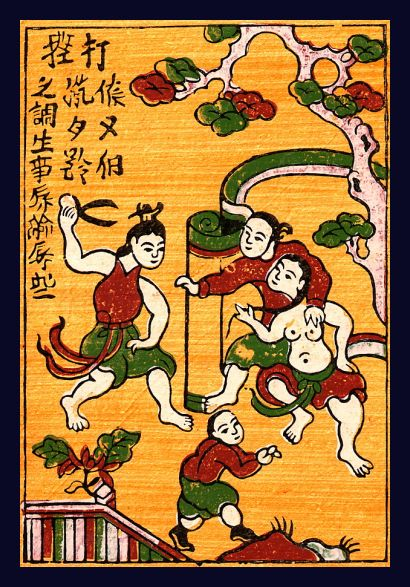
Comentarii sociale: Đánh ghen

## Realizarea picturilor
În imprimarea imaginilor, meșteșugarii Dong Ho folosesc un tip special de hârtie numită hârtie "điệp" ("giấy điệp " sau "giấy dó " - în vietnameză ). Scoarța de copac "dó" se înmoaie în apă timp de câteva luni, apoi se amestecă cu pulberi de scoici (sò điệp), de unde vine și  numelui lucrării, și orez lipicios pentru a face coli de hârtie. Mulțumită amestecului de scoici și orez lipicios, hârtia điệp dispune de un fundal exotic strălucitor și este capabilă să conserve culorile foarte bine. Culorile vopselei folosite în imprimare sunt rafinate din diferite tipuri de materiale naturale, care sunt ușor de găsit în Vietnam. De exemplu, culoarea roșie este luată din pietriș roșu, în timp ce negrul vine de la cărbunele obținut din arderea frunzelor de bambus. În acest fel, pictura Dong Ho poate păstra culorile sale pentru o lungă perioadă de timp.
Ultima etapă în realizarea picturii Dong Ho este cea de imprimare; suportul de lemn este acoperit cu vopsea și presat pe o foaie de hârtie ca un timbru. Procesul este repetat cu diferite culori, până când meșterul este mulțumit de pictura obținută. Există gravuri în lemn, atent lucrate manual, astfel încât să poată fi conservate mai multe generații. În final imaginea este acoperită cu un strat de pastă de orez (hồ nếp) pentru a consolida durabilitatea hârtiei și a culorilor sale și apoi se usucă la soare. În trecut, ca să pregătească aceste lucrări pentru sărbătoarea Tet (Anul Nou vietnamez), meșteșugarii începeau procesul de realizare a acestor picturi cu șase sau șapte luni înainte.

## Legături externe
- vietnameză {{{1}}} Official website Arhivat în 14 septembrie 2013, la Wayback Machine. of the Pictura populară “Dong Ho” company, one of the few private companies making and selling authentic Pictura populară “Dong Ho”